# Шершнёв, Никита Владимирович
Никита Владимирович Шершнёв (род. 19 октября 2001, Таганрог, Ростовская область) — российский футболист, нападающий.

## Клубная карьера
Футбольную карьеру начинал в 2018 году в составе клуба «Краснодар-3» в первенстве ПФЛ. Летом 2021 года перешёл в «Машук-КМВ», дебютировал 20 августа в матче против клуба «Легион Динамо».
В апреле 2022 года подписал контракт с казахстанским клубом «Ордабасы». 23 апреля 2022 года в матче против клуба «Кызыл-Жар СК» дебютировал в Премьер-лиге (3:1), выйдя на замену на 79-й минуте вместо Секу Думбия. В 2023 году играл за «Туран». В 2024 году перешёл в медиафутбольную команду ФК 10. В 2025 году присоединился к Broke Boys.

## Карьера в сборной
19 августа 2018 года дебютировал за сборную России до 18 лет в матче против сборной Испании до 18 лет (2:1).

## Достижения
«Ордабасы»
- Обладатель Кубка Казахстана: 2022

## Клубная статистика
| Игровая карьера | Игровая карьера | Игровая карьера | Лига | Лига | Кубок | Кубок | Межд. | Межд. | Др. | Др. |
| --------------- | --------------- | --------------- | ---- | ---- | ----- | ----- | ----- | ----- | --- | --- |
| 2018/19         | Краснодар-3     | В               | 4    | 0    | —     | —     | —     | —     | —   | —   |
| 2019/20         | Краснодар-2     | Б               | 4    | 0    | —     | —     | —     | —     | —   | —   |
| 2019/20         | Краснодар-3     | В               | 1    | 0    | —     | —     | —     | —     | —   | —   |
| 2020/21         | Краснодар-2     | Б               | 2    | 0    | —     | —     | —     | —     | —   | —   |
| 2020/21         | Краснодар-3     | В               | 6    | 0    | —     | —     | —     | —     | —   | —   |
| 2021/22         | Машук-КМВ       | В               | 1    | 0    | —     | —     | —     | —     | —   | —   |
| 2022            | Ордабасы        | А               | 13   | 0    | 3     | 0     | —     | —     | —   | —   |